# Gouvernement Depretis IV
Royaume d'Italie
Cairoli III Depretis V
Le gouvernement Depretis IV (Governo Depretis IV, en italien) est le gouvernement du royaume d'Italie entre le 29 mai 1881 et le 25 mai 1883, durant la XIVe et la XVe législature.

## Composition
Composition du gouvernement
- Gauche historique

### Président du conseil des ministres
Agostino Depretis